# Aritza
Aritza es el nombre de una variedad cultivar de manzano (Malus domestica). Esta manzana está cultivada en diversos viveros entre ellos algunos dedicados a conservación de árboles frutales en peligro de desaparición. La manzana 'Aritza' es originaria de Guipúzcoa, y actualmente se cultiva debido a su sabor ácido amargo para manzana de elaboraciones culinarias, y muy apreciada en la elaboración de sidra.

## Sinónimos
- "Manzana Aritza",
- "Aritza Sagarra".[6][7]

## Historia
'Aritza' es una variedad de manzana cultivada en el País Vasco, variedad de Guipúzcoa. Está considerada incluida en las variedades locales autóctonas muy antiguas, cuyo cultivo se centraba en comarcas muy definidas, y se caracterizaban por su buena adaptación a sus ecosistemas y podrían tener interés genético en virtud de su adaptación. Estas se podían clasificar en dos subgrupos: de mesa o de cocina, y de sidra (aunque algunas tenían aptitud mixta). Es muy apreciada como manzana paraelaboraciones culinarias por su sabor ácido amargo, y muy importante en la elaboración de sidra en el país vasco precisamente por su sabor ácido amargo con mucho jugo.
'Aritza' es una variedad mixta, clasificada como muy buena en la elaboración de sidra, también se utiliza como manzana para elaboraciones culinarias por su sabor ácido amargo; difundido su cultivo en el pasado por los viveros comerciales y cuyo cultivo en la actualidad se ha reducido a huertos familiares. Variedad presente en Guipúzcoa. En la zona de Hernani existe otra variedad muy parecida a esta, más pequeña y más ácida a la que algunos también llaman 'Aritza'

## Características
El manzano de la variedad 'Aritza' tiene un vigor alto, es árbol de mediana producción; florece a finales de abril.
La variedad de manzana 'Aritza' tiene un fruto de tamaño muy grande; forma redondeada muy asimétrica, ancha, con grandes gibas (mamelones) en la parte superior y también en la inferior; piel gruesa, semi dura, algo cerosa; con color de fondo verde amarillento, siendo el color del sobre color sonrosado en estrías anchas, con algunas lenticelas grises, y manchas pequeñas de "ruginoso"/"russetting", siendo la sensibilidad al "ruginoso"/"russetting" (pardeamiento áspero superficial que presentan algunas variedades) medio; pedúnculo de tamaño muy corto, grueso, y duro, anchura de la cavidad peduncular ancha, profundidad de la cavidad peduncular profunda con ruginoso en la pared; cáliz pequeño y cerrado, profundidad de la cav. calicina profunda, de anchura ancha, y ruginoso medio.
Carne de color blanco verdoso, con textura dura y crujiente, de mucho zumo, y mucho aroma; el sabor característico de la variedad, ácido amargo; corazón de tamaño medio, desplazado. Eje abierto. Cavidades casi imperceptibles. Semillas aristadas, puntiagudas, de tamaño medio, color marrón claro uniforme.
La manzana 'Aritza' tiene una época de recolección tardía a principios de otoño, madura en octubre, de larga duración. Tiene uso mixto pues se usa como manzana para elaboraciones culinarias, y también como manzana para la elaboración de sidra, como manzana sidrera es una variedad muy apreciada por ser una manzana de sabor ácido amargo, muy jugosa.